# Лук победный
Лук победоно́сный, или Лук побе́дный (лат. Állium victoriális) — многолетнее травянистое растение, вид рода Лук (Allium) подсемейства Луковые (Alliaceae) семейства Амариллисовые (Amaryllidaceae).
Наряду с луком медвежьим (Allium ursinum) этот вид тоже называют черемшой, сибирской черемшой или колбо́й.

## Распространение и экология
В природе ареал вида охватывает Центральную (Австрия, Чешская Республика, Германия, Венгрия, Польша, Словакия, Швейцария) и Южную Европу (Болгария, Югославия, Италия, Румыния, Франция, Португалия, Испания), Индию, Непал, Казахстан, Монголию, Китай, Корею и Японию (Хоккайдо, Хонсю), Аляску, Канаду.
На территории России встречается повсеместно в лесной зоне (Предкавказье, Дагестан, Алтай, Бурятия, Иркутская, Кемеровская, Новосибирская, Свердловская, Томская, Тюменская области, Красноярский край, Тува, Амурская область, Хабаровский и Приморский края, Сахалин, Курилы, Камчатка).

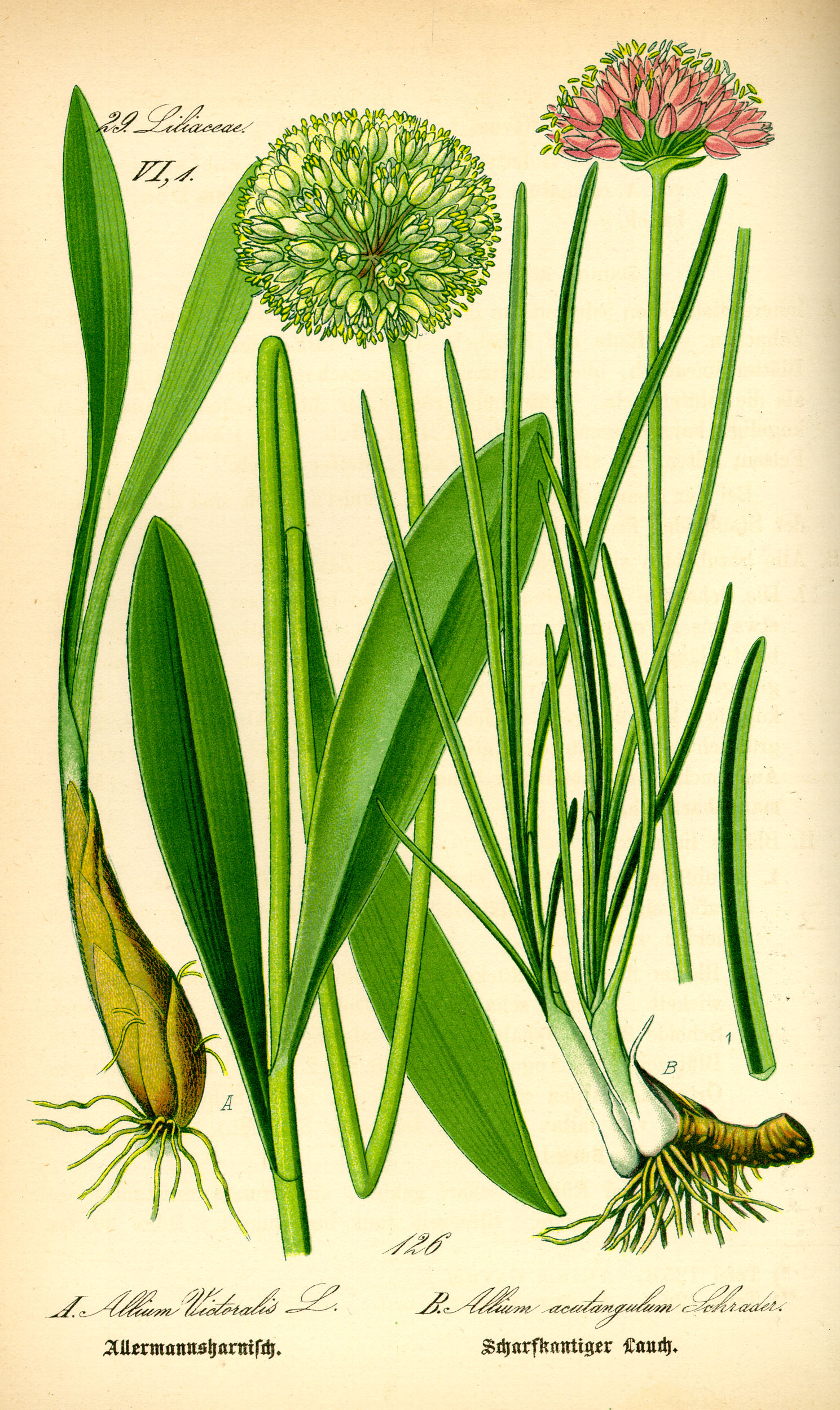

Произрастает в лиственных и темнохвойных лесах, на лесных опушках, на лугах, в горах в верхнем лесном и субальпийском поясах.
Растёт на богатых почвах с проточным увлажнением.

## Ботаническое описание
Луковицы конически-цилиндрические, прикреплены к косо вверх направленному корневищу, толщиной 1—1,5 см, со светло-бурыми или серовато-бурыми, сетчато-волокнистыми оболочками. Луковицы одиночные или по нескольку на коротком корневище. Стебель высотой 30—70 см, в нижней половине одет гладкими, часто фиолетово-окрашенными влагалищами листьев.
Листья в числе от двух до четырёх, гладкие; пластинка листа ланцетная или эллиптическая, острая или тупая, длиной 10—20 см, шириной 2—8 см, постепенно суженная в черешок, который в два — четыре раза короче пластинки. Низовые листья чешуевидные, срединные — зелёные с ланцетной или широкоэллиптической пластинкой.
Соцветие — шаровидный или, реже, полушаровидный, довольно густой, многоцветковый зонтик, до цветения поникающий и заключённый в чехол. Околоцветник венчиковидный, звёздчатый, двухрядный, с шестью лепестками; листочки околоцветника эллиптические, беловато-зеленоватые, с малозаметной жилкой, наружные немного уже и короче. Лепестки эллиптические, туповатые, длиной 4—5 мм, беловато-зеленоватые, с одной малозаметной жилкой. Тычинок шесть, нити почти в полтора раза длиннее околоцветника, при самом основании с сросшиеся, цельные, узкотреугольные; пестик с верхней трёхгнёздной завязью; столбик выдаётся из околоцветника. Цветёт в середине лета.
Плод — коробочка шаровидно-трёхгранная, с широкообратно-сердцевидными створками. Семена шаровидные, почти чёрные.
Отдельные экземпляры достигают возраста более 40 лет.
|                                                |  |  |  |
| Слева направо: листья, соцветие, плоды, семена |  |  |  |

## Химический состав
Во всех частях растения содержатся эфирное масло, обусловливающее его резкий чесночный запах, аскорбиновая кислота (до 730 мг%), лизоцим и фитонциды. В состав эфирного масла входят аллилсульфиды, пинеколиновая кислота и аллиин.

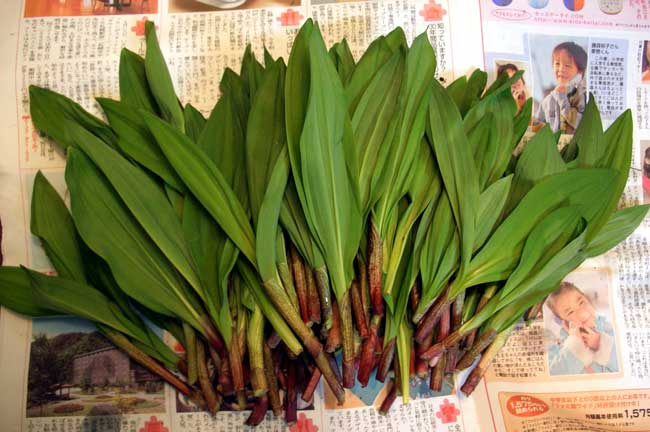
Черемша, приготовленная для употребления

## Хозяйственное значение и применение
Молодые побеги и луковицы едят свежими, квашеными и солёными, используют как приправу к мясным блюдам или витаминную зелень. Известное противоцинготное средство. По вкусу напоминает чеснок, но не оставляет во рту его запаха и привкуса. На Дальнем Востоке России часто заготавливается на экспорт в Японию.
На Алтае в кедровниках урожайность свежих листьев составляет 2—15 ц/га, в черневой тайге — до 6,5 т/га.

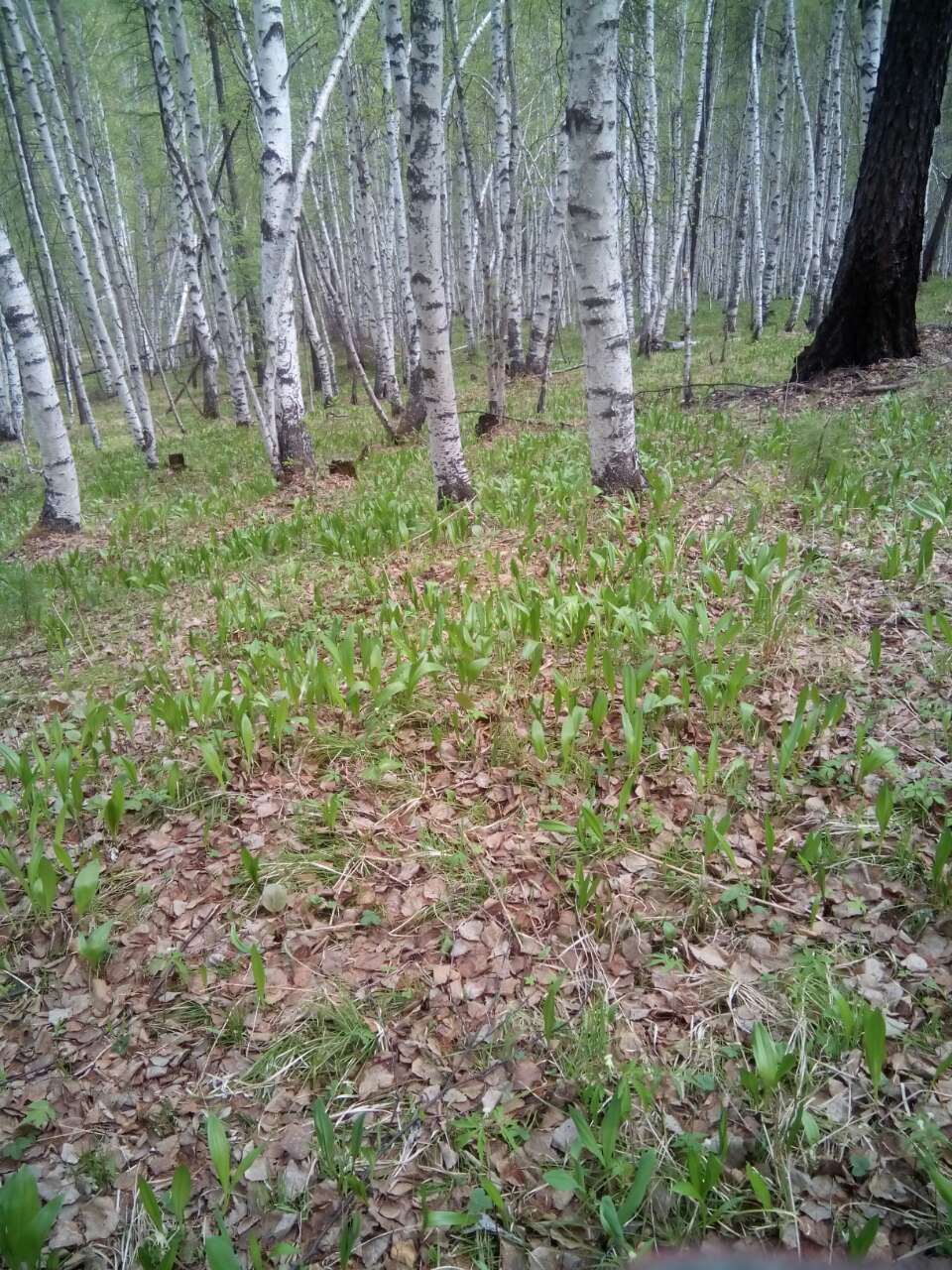
Поляна с черемшой в Закаменском районе Бурятии

Я. Я. Никитинский в книге «Суррогаты и необычные в России источники пищевых веществ растительного и животного происхождения» (1921) писал об этом луке: 
Это — выдающееся возбуждающее и вместе антискорбутное средство, почему делают большие иногда запасы его, особенно в Сибири, где черемши много. Она собирается крестьянами подтаёжных селений около 20 мая. В пищу идут мясистые стебли, а луковки остаются в земле. Черемша привозится на сибирские базары и раскупается нарасхват. В южных уездах Томской губ. в апреле — мае отправляются за черемшою в луга целые караваны с мешками… Стебли едят сырыми; но много заготовляют впрок, для чего рубят с частью листьев как капусту и солят или квасят в бочках на ледниках. Черемша отлична от другого лука, растущего и Сибири на сухих местах и тоже собираемого, но гораздо позднее.
На Кавказе сырые луковицы, собранные весной до цветения, употребляются в пищу с хлебом и солью.
Растение применяют в отечественной и зарубежной медицине. Обладает тонизирующим действием, способствует повышению аппетита и облегчает пищеварение, используется при эрозии шейки матки как ранозаживляющее.
Черемша полезна при атеросклерозе, усиливает перистальтику кишечника и обладает противоглистным действием.

## Классификация

### Таксономия
Вид Лук победоносный входит в род Лук (Allium) семейства Луковые (Alliaceae) порядка Спаржецветные (Asparagales).
|  |                                      |  |                                                             |                                                             |                   |  | ещё 24 семейства (согласно Системе APG II) | ещё 24 семейства (согласно Системе APG II) |                      |  |  |  | ещё более 870 видов |
|  |                                      |  |                                                             |                                                             |                   |  | ещё 24 семейства (согласно Системе APG II) | ещё 24 семейства (согласно Системе APG II) |                      |  |  |  | ещё более 870 видов |
|  |                                      |  |                                                             | порядок Спаржецветные                                       |                   |  |                                            |                                            | род Лук              |  |  |  |                     |
|  |                                      |  |                                                             | порядок Спаржецветные                                       |                   |  |                                            |                                            | род Лук              |  |  |  |                     |
|  | отдел Цветковые, или Покрытосеменные |  |                                                             |                                                             | семейство Луковые |  |                                            |                                            | вид Лук победоносный |  |  |  |                     |
|  | отдел Цветковые, или Покрытосеменные |  |                                                             |                                                             | семейство Луковые |  |                                            |                                            |                      |  |  |  |                     |
|  |                                      |  | ещё 44 порядка цветковых растений (согласно Системе APG II) | ещё 44 порядка цветковых растений (согласно Системе APG II) |                   |  |                                            | ещё около 300 родов                        | ещё около 300 родов  |  |  |  |                     |
|  |                                      |  |                                                             | ещё 44 порядка цветковых растений (согласно Системе APG II) |                   |  |                                            |                                            | ещё около 300 родов  |  |  |  |                     |

### Подвиды
В рамках вида выделяют два подвида:
- Allium victorialis subsp. platyphyllum Hultén
- Allium victorialis subsp. victorialis

### Синонимы
По данным The Plant List в синонимику вида входят:
- Allium anguinum Bubani
- Allium convallarifolium Pall. ex Ledeb.
- Allium longibulbum Dulac
- Allium microdictyum Prokh.
- Allium plantaginense Willk. & Lange
- Allium plantagineum Lam.
- Allium reticulatum St.-Lag., nom. illeg.
- Anguinum victorialis (L.) Fourr.
- Berenice victorialis (L.) Salisb., nom. inval.
- Cepa victorialis (L.) Moench
- Geboscon lanceolatum Raf.
- Geboscon triphylum Raf., nom. illeg.
- Loncostemon victoriale (L.) Raf.

## Охранный статус
Растение не выдерживает вытаптывания и даже слабого выпаса скота.
Занесён в Красные книги Республики Башкортостан, Ханты-Мансийского автономного округа, Свердловской, Тюменской и Челябинской областей. В Канаде находится под охраной.
Вид охраняется в Висимском биосферном заповеднике, природных парках «Река Чусовая» и «Оленьи Ручьи», ландшафтном заповеднике «Шунут-Камень».